# Десенсибилизация и переработка движением глаз
Десенсибилизация и переработка движением глаз (ДПДГ, англ. EMDR) — метод психотерапии, разработанный Френсин Шапиро для лечения посттравматических стрессовых расстройств (ПТСР), вызванных переживанием стрессовых событий, таких как насилие или участие в военных действиях.
Согласно теории Шапиро, у человека есть информационно-перерабатывающая система (скрытая от сознания, непосредственно не управляемая им, находящаяся в подсознании и в целом в бессознательном), обеспечивающая его защиту и самоисцеление в психотравматических ситуациях. Однако в некоторых случаях переживание травматического опыта или дистресс могут перекрыть возможности механизмов совладания человека — тогда память о событии, связанных с ним эмоциональных, визуальных, когнитивных и физических (ощущения тела) составляющих, а также стимулах (триггерах), ассоциирующихся с событием, перерабатываются неадекватно и дисфункционально сохраняются в изолированных от исцеляющего воздействия областях памяти, представляя собой болезненный след в памяти одного или многих ассоциативно связанных в памяти психотравматических событий. Цель терапии — помочь пациенту сформировать более эффективные, адаптивные, чем имеющиеся у него, копинговые стратегии и поддерживающие их механизмы совладания с дисфункциональными стрессовыми воспоминаниями и с помощью сформированных стратегий и механизмов переработать накопленные у него такие воспоминания.
Существует два мнения по поводу механизма ДПДГ. Шапиро говорит о том, что, несмотря на различные процессы, составляющие ДПДГ, движения глаз добавляют эффективности, запуская неврологические и физиологические изменения, которые способствуют переработке травматических воспоминаний в терапии. Другие исследователи считают, что движение глаз является не необходимым компонентом, а эпифеноменом, побочным явлением, а ДПДГ — это просто одна из форм десенситизации.

## Описание метода
ДПДГ интегрирует элементы психодинамического, экспозиционного подходов, когнитивной, интерперсональной, экспериментальной и телесно-ориентированной психотерапий, однако содержит уникальный элемент двусторонней стимуляции (движения глаз, звуковая и тактильная стимуляция) в каждой сессии.
ДПДГ использует структурированный восьмифазный подход, относящийся к прошлым, настоящим и будущим аспектам травматического опыта и дисфункционально хранящихся стрессовых воспоминаний. Во время фазы переработки пациент фокусируется на тревожащих воспоминаниях в течение коротких сессий по 15-30 секунд. При этом он одновременно фокусируется на альтернативной стимуляции (например, направляемые терапевтом движения глаз, похлопывания по рукам или двусторонние слуховые стимулы).
В каждой сессии подобного двойного внимания пациента спрашивают об ассоциативной информации, возникающей во время процедуры. Новый материал обычно становится фокусом следующей сессии. Процесс удерживания двойного внимания на альтернативном стимуле и личных ассоциациях повторяется много раз в течение сессии.
Когда дистресс или травматическое событие изолировано или встречается единичный случай (например, дорожно-транспортное происшествие), требуется примерно три сессии для законченного лечения. Если человек переживает множественные травматические события, ведущие к проблемам здоровья — такие как физическое, сексуальное или эмоциональное насилие, родительское пренебрежение, серьёзное заболевание, несчастный случай, серьёзное повреждение или нарушение здоровья, ведущее к хроническому нарушению здоровья и жизненного благополучия, а также травмы военных действий, лечение может быть длительным и сложным, множественная травма может потребовать больше сеансов для завершения излечения и стойкого результата.
| Негативная установка | Позитивная установка                                  |
| --- | ----------------------------------------------------- |
| Само-несовершенство |                                                       |
| Я недостаточно хорош | Я достаточно хорош                                    |
| Я плохой человек | Я хороший (любящий) человек                           |
| Я не достоин любви | Я достоин любви                                       |
| Я нелюбим | Я любим                                               |
| Я неадекватен | Я адекватен                                           |
| Я ничего не стою | Я ценен                                               |
| Я слаб | Я силён                                               |
| Я безнадёжно повреждён | Я здоров (или могу быть)                              |
| Я постыден | У меня есть честь                                     |
| Ответственность (Я сделал что-то «плохо») |                                                       |
| (При проработке установок из категории «Ответственность» часто можно спросить: «Если бы это было правдой, что это могло бы сказать о вас как о человеке?») |                                                       |
| Я должен был что-то сделать | Я сделал всё настолько хорошо, насколько мог          |
| Я должен был знать лучше | Я делаю так хорошо, как могу                          |
| Я должен был сделать больше | Я сделал столько, сколько мог                         |
| Я сделал что-то неправильно | Я вынес из этого урок                                 |
| Это моя вина | Я сделал так хорошо, как мог                          |
| Безопасность |                                                       |
| Я не в безопасности | Сейчас я в безопасности                               |
| Я никому не могу доверять | Я могу выбирать, кому доверять                        |
| Я в опасности | Это закончилось, сейчас я в безопасности              |
| Я умру | Сейчас я в безопасности и я жив                       |
| Чувствовать и показывать мои эмоции - это нехорошо | Я могу безопасно чувствовать и демонстрировать эмоции |
| Контроль/выбор |                                                       |
| Я не контролирую ситуацию | Сейчас я имею контроль                                |
| Я бессилен | Сейчас у меня есть выбор                              |
| Я беспомощен | Я контролирую мою судьбу                              |
| Я слаб | Я силён                                               |
| Мне нельзя довериться | Мне можно довериться                                  |
| Я не могу доверять себе | Я могу доверять себе                                  |

## Оценки эффективности
Последние исследования оценивают ДПДГ как эффективный метод лечения ПТСР. Практическое руководство «Международного общества изучения стресса» категоризует ДПДГ как эффективный метод лечения ПТСР у взрослых. Несколько международных руководств включают ДПДГ как рекомендованное лечение после физической травмы.
Несколько исследований, применяющих мета-анализ, проводились для оценки эффективности лечения ПТСР разными методами. В одном из них ДПДГ оценивается равным по эффективности экспозиционной терапии и селективным ингибиторам обратного захвата серотонина. Два других независимых мета-анализа показывают, что традиционная экспозиционная терапия и ДПДГ имеют одинаковый эффект непосредственно после лечения и в последующей оценке. Мета-анализ 2007 года 38 рандомизированных контролируемых исследований лечения ПТСР рекомендуют в качестве терапии ПТСР первой линии когнитивно-поведенческую терапию либо ДПДГ. Мета-анализы также показывают, что ДПДГ переносится лучше, чем другие существующие методы лечения ПТСР, и при этом действует очень быстро.
В 2019 году журналом «Nature» была опубликована статья Эндрю Холмса, в которой на базе исследования Бэка и коллег были продемонстрированы биологические основы работы метода ДПДГ. Исследование проводилось на мышах. Сначала мышам прививался страх. Затем использовались методы терапии угасания и двусторонней стимуляции. В результате были зафиксированы устойчивые результаты значительного снижения страха и стрессовых переживаний.
Сравнительный обзор делает заключение, что ДПДГ обладает эффективностью, сходной с другими экспозиционными методами и более эффективен, чем антидепрессанты группы СИОЗС, проблемно-ориентированная терапия или обычное лечение.
Исследования применения десенсибилизации и переработки движением глаз продолжаются.